# Pimpla pepsoides
Pimpla pepsoides är en stekelart som först beskrevs av Porter 1970.  Pimpla pepsoides ingår i släktet Pimpla och familjen brokparasitsteklar. Inga underarter finns listade i Catalogue of Life.